# Parc naturel de l'Albufera del Grao
Le Parc Naturel de la Albufera del Grao (en catalan Parc Natural de s'Albufera des Grau) est un espace naturel protégé espagnol situé au nord-est de Minorque, communauté autonome des Îles Baléares, à environ deux kilomètres de la ville de Mahón, qui a été déclaré parc naturel en 1995. Il englobe la Albufera del Grao proprement dite, l'île de Colom et le cap de Favaritx.
Le 16 mai 2003, le parc a été agrandi, pour occuper la superficie actuelle, 5067 hectares.
Le parc est le noyau de la Réserve de la Biosphère qui englobe toute l'île, déclarée d'intérêt international en 1993.
On y distingue trois zones: l'île de Colom, le secteur du phare de Favaritx-pré de Morella et la lagune et le pré de la Albufera. Chaque secteur comprend une grande variété d'écosystèmes: des zones humides, des terroirs de culture et pâturage, des monts boisés, des communautés littorales, des falaises, des dunes et de nombreuses plages: la Escala, cala Presili, l'Arenal de Morella, cala Tortuga, cala en Caballero, cala de la Torreta, Tamarells del Norte, Tamarells del Sur, Arenal d'en Mor (île de Colom), les Tamarells (île de Colom) et la plage du Grao.
Ses valeurs naturelles et paysagères ont valu à cette zone de mériter la déclaration de parc naturel.

## Flore et faune
Dans la masse forestière du parc dominent les pinèdes de pinus halepensis, ainsi que des petits bois de tamarix gallica et de chênes verts, où habitent des gliridaes et des tourterelles des bois.

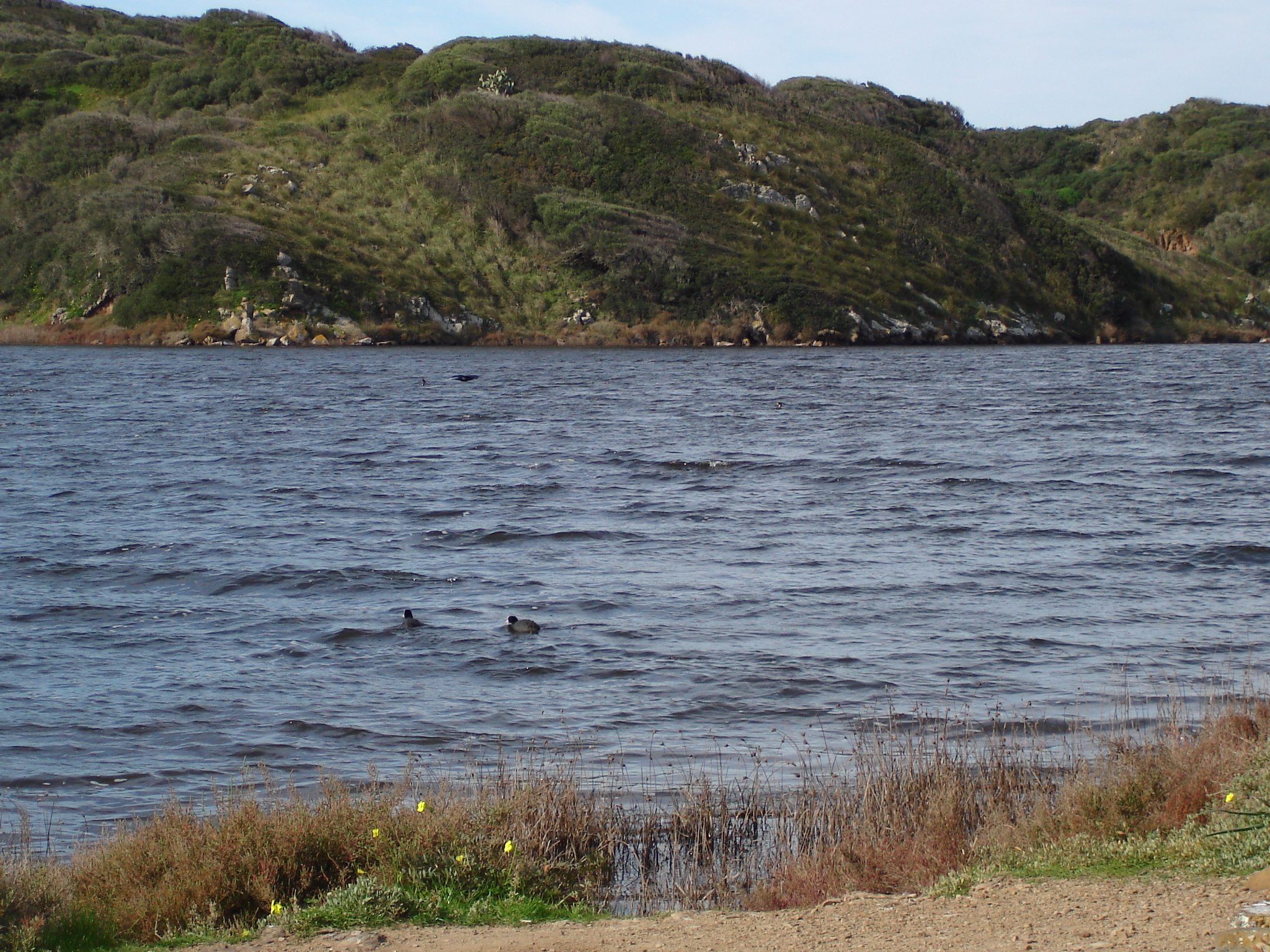
Eaux de la Albufera.

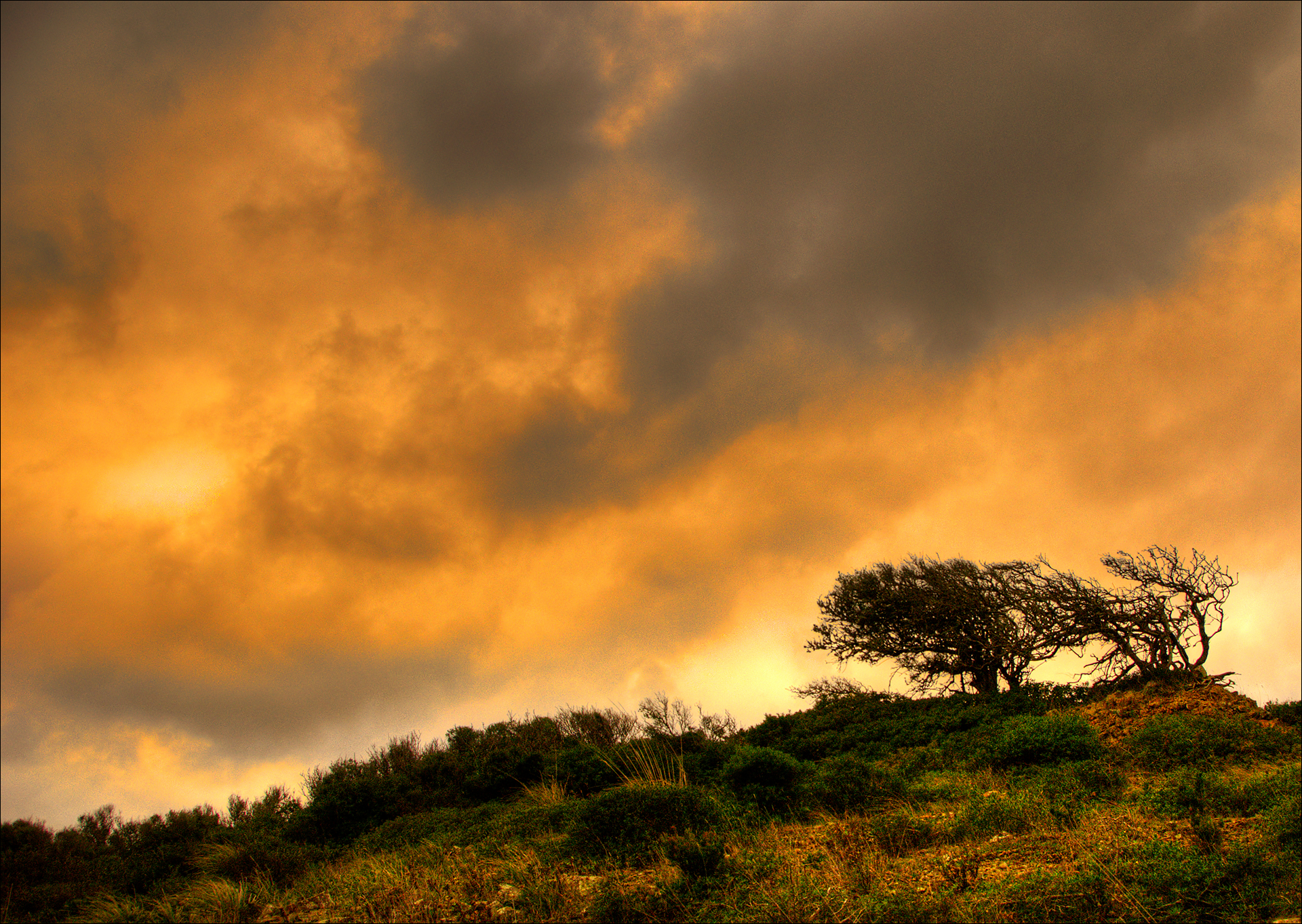
Mont de la Albufera.

### Albufera
La albufera (lagon) des Grau possède une grande richesse environnementale, car sur son territoire se concentre un grand nombre de biotopes. Dans les zones humides de la albufera abondent les plantes vivant dans l'eau, parmi lesquelles se distinguent le ampelodesmos mauritanicus et les scirpoides holoschoenus. Dans les torrents qui se déversent dans la lagune il y a des typhas et des ormes. Tout au long de l'année y vivent le canard colvert, la foulque macroule et le grèbe huppé. On y trouve aussi le canard siffleur et le grand cormoran.

## Arquéologie
La albufera compte quelques restes archéologiques, dont les vestiges de la culture talayotique du domaine de Sa Torreta, ainsi que quelques-uns des monuments mégalithiques les plus importants de Minorque.

## Tours de défense
Près du domaine de Sa Torreta il y a une tour de défense médiévale et, pas très loin, une autre du XVIIIe siècle. Le parc comprend aussi une partie de l'ancien Camí de Cavalls ("chemin de chevaux") qui fait le tour de l'île.

## Itinéraires
Il est possible de faire des parcours sur trois itinéraires dans la albufera:
- L'itinéraire de Sa Gola parcourt le canal de sa Gola et la zone de dunes de la plage du Grao.
- L'itinéraire de Santa Madrona borde la rive sud-ouest de la albufera, et permet d'observer les oiseaux aquatiques, puisqu'il est très proche de la lagune et dispose de miradors et observatoires.
- L'itinéraire du mirador de Cala Llimpa parcourt la partie sud-est de la lagune.